# Siemens' tidligere kontorhus i Łódź
Siemens' tidligere kontorhus i Łódź (polsk Dawny biurowiec Siemensa) ligger ved Piotrkowska-gaden 96. Den monumentale bygning har neobarokkform med klassicistiske elementer. 
Kontorhuset blev sandsynligvis tegnet i Tyskland, noget som genspejles af byggematerialet og det faktum, at det blev rejst under 1. verdenskrig, da Łódź var besat af Preussen. Bygningen husede Siemenskoncernens hovedfilial i byen. 
Efter 2. verdenskrig blev bygningen brugt af aviserne Karuzela, Dziennik Łódzki og Express Ilustrowanys redaktioner. I stueetagen holdt Klub Dziennikarza til (Journalistklubben).

51°46′56.89″N 19°27′26.31″Ø / 51.7824694°N 19.4573083°Ø